# Блакитні варвари
«Блакитні варвари» (англ. The Blue Barbarians) — науково-фантастичний сатиричний роман  американського письменника Стентона Кобленца, де йдеться про дослідження й освоєння Венери землянами. Видано друком в журналі «Емейзін сторіз»1931 року, в книжному варіанті — 1958 року. Прослідковується алюзія на підкорення європейцями Америки з винищенням індіаців, висміюються колонізатори.

## Зміст
У 800 тисячолітті Сонце затухає, а Земля — замерзає. Люди вирішують шукати нову планету для життя. Було обрано Венеру. Для з'ясування ситуації планується відправити розвідувальну експедицію. В подальшому сім розвідувальних експедицій на Венеру зникли безвісти. Втім готується восьма.
Фізик Ером Рів, який є членом Восьмої експедиції, дізнається, що разом з ним до Венери летить Даолгі Кар, самозванець, який приносить свою маленьку собаку Тіппі. При підході до планети космічний корабель потрапляє у метеоритний дощ. Для власного порятунку Рів і Кар використовують електричні парашюти. В подальшому під час розвідки місцевості землян хапають місцеві мешканці (мають шкіру блакитного кольору), які відводять Кара і Ріва до міста. Там проводять до зоопарку. Земляни вивчають венеріанську мову, завдяки чому переконують венеріан, що вони не твраини. Також виявляється, що місто зветься Вульто. Землян звинувачено у незаконному проникнені на планету, тому відправлено до в'язниці, де ті продовжують вивчення місцевої мови та звичаїв. Місцеві мешканці мають невеликий зріст, тому земляни здаються їм велетнями.
Через рік Кара і Ріва відправлено на фабрику з виготовлення тирси. Недбалість Кара призводить до пожежі та спалення фабрики. У сум'ятті земляни і собака Тіппі втікають з міста і ховалються в сільській місцевості, потім деякий час переховаються у печері, де Рів намагається зробити зелене скло, що має на Венері велику вартість. Завдяки створенню цього скла земляни отримують шану в селі, де їх оголошують "великими". Тут вони дізнають, що на віддаленному континенті білошкірі велетні тероризують місцевих мешканців. Є підозра, що це решта учасників колишніх експедицій. На дирижаблі Рів і Кар летять туди.
Земляни серед джунглів знаходять невеличке село, де скупчилися учасники попередних експедицій. Рів переконує їх повернутися з ним до міста Вульто. В печері він створює дуже багато зеленого скла, завдяки чому стає найзаможнішою людиною Венери. Завдяки цьому отримує доступ до технологій та ресурсів. Мешкаючи у Вульто він за допомогою інших членів експедиції будує космічні кораблі та радіо, щоб встановити зв'язок із Землею. В цей час внаслідок конфлікту спалахує війна між континентами Венери. Цьому сприяє також бажання венеріан мати побільше зеленого скла. В цій війні застосовуєтсь новітня зброя — промінь смерті.
Під час військових дій значна частина венеріан гине, чим суттєво зменшує населення планети, що звільняється для колонізації. А Рів з іншими землянами на побудованих кораблях повертається на Землю, щоб розпочати рух з переселення та колонізації Венери.